# Mount Temple
Mount Temple är ett berg i Kanada.   Det ligger i provinsen Alberta, i den centrala delen av landet, 3 000 km väster om huvudstaden Ottawa. Toppen på Mount Temple är 3 543 meter över havet. Mount Temple ingår i Bow Range.
Terrängen runt Mount Temple är bergig åt nordväst, men åt sydost är den kuperad. Mount Temple är den högsta punkten i trakten. Trakten runt Mount Temple är nära nog obefolkad, med mindre än två invånare per kvadratkilometer.. Närmaste större samhälle är Lake Louise, 8,2 km norr om Mount Temple. 
I omgivningarna runt Mount Temple växer i huvudsak barrskog.